# Floyd Jones
Floyd Jones (Marianna, 21 juli 1917 – Chicago, 19 december 1989) was een Amerikaanse bluesmuzikant (zang, gitaar, bas) en songwriter. Hij was een van de eerste van de nieuwe generatie elektric bluesartiesten die na de Tweede Wereldoorlog in Chicago opnamen en een aantal van zijn opnamen worden beschouwd als klassiekers van het Chicago-bluesidioom. Zijn nummer On the Road Again was een top 10-hit voor Canned Heat in 1968. Met name voor een bluesartiest uit zijn tijd hebben verschillende van zijn nummers economische of sociale thema's, zoals Stockyard Blues (wat verwijst naar een staking op de Union Stock Yards), Hard Times en Schooldays.

## Biografie
Jones begon serieus gitaar te spelen nadat hij er een had gekregen van Howlin' Wolf. Hij werkte als rondreizende muzikant in Arkansas en Mississippi tijdens de jaren 1930 en vroege jaren 1940. Hij vestigde zich in 1945 in Chicago. Daar nam Jones de elektrische gitaar ter hand en was hij een van de vele muzikanten die tijdens de late jaren 1940 op Maxwell Street en op niet-vakbondlocaties speelden en een belangrijke rol speelden in de ontwikkeling van de naoorlogse Chicago-blues. Deze groep omvatte Little Walter en Jimmy Rogers, beiden steunpilaren van de Muddy Waters-band, Snooky Pryor, Jones' neef Moody Jones en de mandolinespeler Johnny Young. Jones' eerste opnamesessie in 1947, met Pryor op mondharmonica en Moody op gitaar, produceerden de nummers Stockyard Blues en Keep What You Got, die een van de twee platen vormden die werden uitgebracht door het Marvel-label. Ze zijn een van de vroegste voorbeelden van de nieuwe vastgelegde stijl. Een tweede sessie in 1949 resulteerde in een publicatie bij het eveneens niet lang bestaande TempoTone label.
Tijdens de jaren 1950 werden Jones' platen vrijgegeven door JOB, Chess Records en Vee-Jay Records. In 1966 nam hij op voor de Masters of Modern Blues-serie van Testament Records.
Het album Old Friends Together for the First Time met Jones en David 'Honeyboy' Edwards, Sunnyland Slim, Big Walter Horton en Kansas City Red, werd uitgebracht door Earwig in 1981. Jones zong en speelde gitaar op Mr. Freddy Blues en zong op Banty Rooster.
Jones bleef de rest van zijn leven in Chicago optreden, maar hij had weinig verdere opnamemogelijkheden. Later in zijn carrière was de elektrische bas zijn belangrijkste instrument.

## Overlijden
Floyd Jones overleed in december 1989 op 72-jarige leeftijd en werd bijgezet in Mount Glenwood Memory Gardens in Willow Springs
- Bibliothèque nationale de France: cb13945038v (data)
- Gemeinsame Normdatei: 1121712940
- International Standard Name Identifier: 0000 0003 8140 7437
- Library of Congress Control Number: no2006037989
- MusicBrainz: a2fc968a-6155-47c6-b732-6045c455c457
- Istituto Centrale per il Catalogo Unico: DDSV060920
- Virtual International Authority File: 261258607
- WorldCat: E39PBJk949p7Tfchyb8rWtvyh3